# فیونا بوان
فیونا بوان (انگلیسی: Fiona Bevan) موسیقی‌دان اهل بریتانیا است. وی از سال ۲۰۰۷ میلادی تاکنون مشغول فعالیت بوده‌است.